# San Vincenzo
San Vincenzo là một đô thị ở tỉnh Livorno ở vùng Toscana, có khoảng cách khoảng 100 km về phía tây nam của Firenze và khoảng 50 km về phía đông nam của Livorno. Tại thời điểm ngày 31 tháng 12 năm 2004, đô thị này có dân số 6.854 người và diện tích là 33,1 km².
Đô thị San Vincenzo có các frazione (đơn vị cấp dưới) San Carlo.
San Vincenzo giáp các đô thị: Campiglia Marittima, Castagneto Carducci, Piombino, Suvereto.